# Belle International
Belle International Holdings (百丽国际控股有限公司) — одна из крупнейших обувных компаний мира, занимается производством, дистрибуцией и розничной торговлей обувью (является крупнейшим продавцом женской обуви в Китае). Официально Belle International зарегистрирована на Кайманах, штаб-квартира расположена в Шэньчжэне, а основная производственная база — в Китае.

## История
Компания была основана в 1981 году в Гонконге под названием Lai Wah Footwear; первоначально она занималась торговлей обувью, а в 1991 году начала её производство. В 1992 году компания вышла на рынок КНР под брендом Belle. В 1999 году была основана дочерняя компания Topsports International Holdings, управлявшая сектором спорттоваров (продажа спортивной одежды и обуви). 
С 2004 года Belle International начала активно развивать розничное направление, с 2006 года была официальным дистрибьютором брендов Nike и Adidas в Китае, в 2009 году продала права на бренд Fila в Китае и Гонконге. В 2007 году компания провела IPO на Гонконгской фондовой бирже. В 2008 году были поглощены компании Mirabell и Senda. По состоянию на 2011 год в Belle International работало 72 тыс. человек, рыночная стоимость составляла более 15,2 млрд долл., а продажи — 3,6 млрд долл.
В 2013 году Belle International расширила свой бизнес, выйдя на рынок пошива и розничной торговли модной одеждой в партнёрстве с компанией Baroque Japan (Токио). В 2015 году компания достигла рекордных для себя показателей: выручка составила 40 млрд юаней (5,6 млрд долларов США), а розничная сеть превысила 14 тыс. магазинов. В следующие годы продажи Belle International начали падать из-за роста популярности электронной коммерции, в которой компания почти не была представлена. 
Летом 2017 года китайские инвестиционные компании Hillhouse Capital Group (Гонконг) и CDH Investments (Пекин) выкупили акции Belle International у прежних владельцев за 53,1 млрд гонконгских долларов (6,8 млрд долларов США), после чего провели делистинг, сделав компанию частной. В 2017 году в рейтинге Forbes Global 2000 Belle International заняла 1979-е место.
В 2019 году дочерняя компания Topsports International (Шанхай) вышла на Гонконгскую фондовую биржу; на тот момент у неё было более 8 тыс. магазинов, она занимала 16 % рынка спортивной обуви Китая. Оставшийся бизнес сменил название на Belle Fashion Group.

## Деятельность
По состоянию на 2024 год в портфеле компании находилось более 30 брендов обуви и одежды. Основные обувные бренды Belle International — Belle (BeLLE), Teenmix, Tata, Staccato, 73 Hours, Senda, Basto, JipiJapa, Millie`s, Joy & Pease, Mirabell, SKAP, Hush Puppies, OGR, 15mins и TooManyShoes; основные бренды одежды — Initial, Moussy и SLY. Кроме того, компания занималась дистрибуцией и розничной продажей в Китае брендов Nike, Adidas, Kappa, Puma, Converse, Reebok, Skechers, Asics, Mizuno, Li Ning, Bata, Geox, Clarks, Caterpillar, Champion, Vans, The North Face, Timberland, Allbirds, Mephisto, BCBG, Ellesse, Onitsuka Tiger и Merrell.
Под управлением Belle International находится более 60 логистических складов, более 14 тыс. магазинов в более чем 300 городах материкового Китая и 164 магазина в Гонконге и Макао. Семь производственных фабрик, выпускающих более 25 млн пар обуви в год, расположены в Шэньчжэне, Дунгуане, Цзяньху, Цзыгуе и Сучжоу.

## Галерея
- BeLLE
- Joy & Peace
- Millie`s
- Staccato

- BELLE
- Teenmix
- 73 Hours
- Staccato